# Кирдій (пан)
Кирдій — рицар, який згідно з геральдичною легендою, викладеною в різних списках т. зв. «Клейнодів Длугоша», проявив звитягу під час облоги Белзької фортеці (1377) і одержав від польсько-угорського короля Людовика Анжуйського герб з трьома білими ліліями на блакитному полі. Від нього нібито походять різні гілки роду Кирдійовичів (Вільгорські, Гостські, Джуси, Козинські, Кирдії-Ланевичі, Кирдії-Мильські, Кирдії-Мнишинські, Чапличі-Шпанівські, Шиловичі). За версією Наталі Яковенко, їхнім предком був один з перекопських цариків (Таркович?). 